# Franz Gribel
Franz Gribel (* 9. Juni 1850 in Stettin; † 22. Dezember 1943 in Stettin; vollständiger Name Franz Eduard Gribel) war ein deutscher Reeder. Er war seit 1883 Inhaber der Reederei Rud. Christ. Gribel und daneben Mitglied in den Aufsichtsräten mehrerer Unternehmen. 

## Leben
Franz Gribel stammte aus einer Unternehmerfamilie, die seit 1767 in Stettin ansässig war. Rudolf Christian Gribel hatte 1773 in Stettin eine Weinhandlung gegründet, aus der sich die Reederei Rud. Christ. Gribel entwickelte. Franz Gribels Vater Eduard Gribel (* 1816; † 1856) jedoch war Lehrer an der Friedrich-Wilhelm-Schule in Stettin. 
Franz Gribel besuchte das Stettiner Realgymnasium bis zum Reifezeugnis und absolvierte eine kaufmännische Ausbildung, die ihn auch ins Ausland führte. 1880 wurde er Mitinhaber, 1883 Alleininhaber der Reederei Rud. Christ. Gribel. Unter seiner Leitung wurde das Unternehmen eine der größten deutschen Reedereien. In diesem Zusammenhang setzte er sich für die Entwicklung des Stettiner Hafens und den Ausbau des Seeschiffahrtsweges Stettin–Swinemünde ein. 
Er war Vorsitzender des Aufsichtsrates der Pommerschen Provinzial-Zuckersiederei AG, der Union AG für See- und Flußversicherungen und der Stettiner Dampfer-Compagnie AG. Ferner war er stellvertretender Aufsichtsratsvorsitzender der Stoewer-Werke AG und Aufsichtsratsmitglied unter anderem der Schlesischen Dampfer-Compagnie und der Stettiner Allgemeinen Versicherungsgesellschaft. 
Gribel war Vorsteher der Stettiner Korporation der Kaufmannschaft von 1900 bis zu deren Auflösung 1926. 

## Auszeichnungen
- Roter Adlerorden III. Klasse
- Kronenorden III. Klasse mit Schleife
- Ernennung zum Geheimen Kommerzienrat
- Dr. h.c. der Universität Greifswald (1923)
- Ehrenbürger der Stadt Stettin (1925)